# Academia de Direção adjunta ao Presidente da República da Bielorrússia
A Academia de Direção adjunta ao Presidente da República da Bielorrússia (em bielorrusso: Belaruskaya Akademіya kіravannya pry Prezіdentse Respubliki Belarus) é uma instituição de ensino superior localizada na cidade de Minsk, capital da Bielorrússia. É a instituição líder de educação superior no sistema nacional de educação da República da Bielorrússia e a agência líder no sistema de ensino de formação, reconversão e formação avançada no domínio da gestão.
A universidade foi criada em 29 de janeiro de 1991, no Instituto Nacional de gestores de formação intersetoriais. É subordinada ao Presidente da República da Bielorrússia. Age na coordenação das atividades realizadas pela Administração do Presidente da República. Em 1995, foi-lhe concedido o estatuto de um sistema presidencial.